# Ypykkätori
Ypykkätori är en kulle i Finland. Den ligger i Suomussalmi i landskapet Kajanaland, i den centrala delen av landet, 600 km norr om huvudstaden Helsingfors. Toppen på Ypykkätori är 261 meter över havet.
Terrängen runt Ypykkätori är platt.  Trakten runt Ypykkätori är nära nog obefolkad, med mindre än två invånare per kvadratkilometer.